# Podhorany (Kežmarok)
Podhorany é um município da Eslováquia, situado no distrito de Kežmarok, na região de Prešov. Tem 11,02 km² de área e sua população em 2018 foi estimada em 2.953 habitantes.

## Demografia
| Ano:        | 1994 | 2004    | 2014    | 2024    |
| ----------- | ---- | ------- | ------- | ------- |
| Broj ljudi: | 1011 | 1578    | 2621    | 3029    |
| Razlika:    |      | +56,08% | +66,09% | +15,56% |

| Ano:               | 2023 | 2024   |
| ------------------ | ---- | ------ |
| Número de pessoas: | 2937 | 3029   |
| Diferença:         |      | +3,13% |